# Cuvée Mam'zelle
Cuvée Mam'zelle is een Belgisch artisanaal bier van hoge gisting.
Het bier wordt gebrouwen in Brouwerij De Leite te Ruddervoorde.
Het is een koperkleurig bier met een alcoholpercentage van 8,5%. Door een aantal maanden te lageren op eiken wijnvaten heeft het bier een zacht bittere tannine in de afdronk. Het etiket werd ontworpen door Lowie Vermeersch.